# Краснореченка
Краснореченка — село в Грибановском районе Воронежской области.
Административный центр Краснореченского сельского поселения.

## География

### Улицы
- ул. Ворошилова,
- ул. Калинина,
- ул. Ленинская,
- ул. Пролетарская,
- ул. Советская.

## Население
| 1859 | 1897  | 2010 | 2012 | 2013 | 2014 | 2015 |
| ---- | ----- | ---- | ---- | ---- | ---- | ---- |
| 969  | ↗1463 | ↘373 | ↘357 | ↘334 | ↘317 | ↗323 |
| 2016 | 2017  | 2018 |      |      |      |      |
| ↘310 | ↘295  | ↘287 |      |      |      |      |